# Erhvervsstruktur
Erhvervsstrukturen i et område angiver, hvor stor en andel de forskellige erhverv eller brancher udgør af den samlede økonomi i et område (f.eks. et land eller en region). Ofte måles erhvervsstrukturen i form af erhvervenes andel af den samlede beskæftigelse eller af bruttoværditilvæksten (BVT).

## Erhvervsstruktur og økonomisk vækst
Erhvervsstrukturen ændrer sig typisk i takt med et lands økonomiske vækst. Det skyldes, at væksten som regel dels er forårsaget af og dels selv afstedkommer ændringer på både udbuds- og efterspørgselssiden i den samlede økonomi, og begge dele påvirker erhvervssammensætningen. Væksten skyldes således som regel stigninger i produktiviteten, der ikke rammer alle erhverv på samme måde. Hvis landbruget oplever kraftige produktivitetsstigninger, skal der således færre beskæftigede til at brødføde en given befolkning, og det frigiver arbejdskraft til andre sektorer (en udbudseffekt). I takt med at folk bliver rigere, vil de samtidig typisk begynde at forbruge andre varer og tjenester end før, og det giver anledning til, at nye brancher opstår og udvides, f.eks. underholdnings- og fritidsbranchen (en efterspørgselseffekt).
I udviklingslande fylder de primære erhverv, først og fremmest landbruget, relativt meget. Under industrialiseringsprocessen vil industrien og de øvrige sekundære erhverv få en mere fremtrædende stilling, og efterhånden vil de tertiære erhverv komme til at stå for den største andel af produktion og beskæftigelse, som det er tilfældet i de vestlige lande i dag. I 2008 udgjorde værditilvæksten i landbruget således 26 % af bruttoværditilvæksten i lavindkomstlandene, 10 % i mellemindkomstlandene og 1 % i højindkomstlandene.

## Erhvervsstrukturen i Danmark
Overordnet har erhvervsstrukturen i Danmark udviklet sig på samme måde som i de øvrige vestlige lande. Indtil ind i 1800-tallet var landbruget helt dominerende. I løbet af 1800-tallet skete der en vis industrialisering, så landbruget tabte terræn, og de sekundære erhverv, først og fremmest industrien, vandt frem. Industri og håndværk stod for en stigende del af den samlede produktion i Danmark frem til ca. 1960, hvor de tilsammen stod for ca. 30 % af BVT.Derefter er andelen igen aftaget, og industri (inklusive håndværk, der fra 1966 optræder som en del af industrierhvervet i Nationalregnskabet) udgjorde i 2010 13 % af den samlede danske bruttoværditilvækst og 14 % af beskæftigelsen.
Den overordnede udvikling i den danske erhvervsstruktur fremgår af tabellen nedenfor.
| Type              | 1820 | 1900 | 1950 | 1966 | 2010 | 2021 |
| ----------------- | ---- | ---- | ---- | ---- | ---- | ---- |
| Primære erhverv   | 55   | 30   | 21   | 8    | 5    | 2    |
| Sekundære erhverv | 19   | 26   | 36   | 33   | 19   | 21   |
| Tertiære erhverv  | 26   | 44   | 43   | 59   | 77   | 77   |

De tertiære erhverv (ofte blot kaldt servicesektoren) frembragte allerede i 1900 næsten halvdelen af værditilvæksten i Danmark, og siden da er andelen blot steget, så det i dag drejer sig om godt tre fjerdedele. De primære erhverv, der omfatter landbrug, skovbrug, fiskeri og råstofindvinding, stod for over halvdelen af produktionen ved 1800-tallets begyndelse, men fremstiller i 2010 kun knap 5 % af den samlede værditilvækst. Størstedelen heraf skyldes endda den relativt nye indvindingsaktivitet af olie og gas i Nordsøen, der i 2010 alene stod for 3,4 % af Danmarks BVT. Landbrug, gartneri og skovbrug stod for 1 % og fiskeriet for 0,2 %.
De sekundære erhverv består ud over industrien af forsyningssektoren, der står for produktion og distribrution af el, gas, varme, vand mv., og af bygge- og anlægssektoren. I 2013 udgjorde industrien 12 % af BVT, forsyningsvirksomhed godt 2 % og bygge- og anlægsvirksomhed knap 5 %. Inden for industrien er de vigtigste underbrancher jern- og metalindustrien efterfulgt af føde-, drikke- og tobaksindustrien, der forarbejder fødevarer fra landbrugsproduktionen, og den kemiske industri. Sidstnævnte omfatter bl.a. medicinalindustrien, der har haft en pæn vækst i de senere årtier, og hvor Danmark har flere internationalt store medicinalvirksomheder.
Den dominerende servicesektor består dels af offentlig forvaltning og service, der i 2013 udgjorde 23 % af den samlede værditilvækst eller ca. 30 % af værditilvæksten i den tertiære sektor. Resten af den tertiære sektor udgøres af private tjenester. Disse kan igen inddeles i en række underbrancher:
- Handel og transport mv. - 19,7 % af BVT
- Erhvervsservice (udfører forskellige tjenesteydelser til andre virksomheder, f.eks. rengøring, regnskabshjælp, konsulentydelser) - 8,9 % af BVT
- Boliger (den imputerede værdi af lejeværdien af egen bolig for alle danske ejerboliger) - 8,2 % af BVT
- Finansiering og forsikring (værdien af ydelserne i den finansielle sektor) - 6,5 % af BVT
- Information og kommunikation - 4,2 % af BVT
- Kultur, fritid og anden service - 3,5 % af BVT
- Ejendomshandel og udlejning af erhvervsejendomme - 2,6 % af BVT